# غيرت دي فليغر
غيرت دي فليغر (مواليد 16 أكتوبر 1971) هو لاعب كرة قدم. يلعب مع منتخب بلجيكا لكرة القدم. سبق له أن لعب في كأس العالم لكرة القدم مع منتخب بلاده.

## مسيرته الكروية
لعب غيرت دي فليغر خلال مسيرته الاحترافية مع 7 أندية في ثلاثة وعشرون موسمًا ولم يسجل خلالها أي هدف ضمن 419 مباراة. ولم يفز بأي موسم بالكأس وفاز في موسم واحد بالدوري.
خاض غيرت دي فليغر مسيرته مع نادي بيفيرين في موسم 1989–90 ليلعب معه ستة مواسم، مشاركًا في 136 مباراة ولم يسجل أي هدف. ثم انتقل إلى نادي رويال أندرلخت في موسم 1995–96 ليلعب معه أربعة مواسم، حيث شارك في 61 مباراة ولم يسجل أي هدف أيضًا. لينتقل بعدها إلى K.R.C. Zuid-West-Vlaanderen ‏ في موسم 1998–99 لمدة موسم واحد، مشاركًا في 33 مباراة ولم يسجل أي هدف أيضًا. ثم انتقل إلى نادي فيلم تو تيلبورغ في موسم 1999–00 ليلعب معه خمسة مواسم، مشاركًا في 134 مباراة ولم يسجل أي هدف أيضًا. هذا وانتقل لاحقًا إلى نادي مانشستر سيتي في موسم 2004–05 ولمدة موسمين، لم يشارك في أي مباراة ولم يسجل أي هدف أيضًا. ثم انتقل بعدها إلى نادي زولته فاريجيم في موسم 2006–07 ولمدة موسمين، مشاركًا في 38 مباراة ولم يسجل أي هدف أيضًا. ليعود وينتقل من جديد، لكن هذه المرة إلى نادي كلوب بروج في موسم 2008–09 واستمر معه طيلة ثلاثة مواسم، مشاركًا في 17 مباراة ولم يسجل أي هدف أيضًا.

## روابط خارجية
- غيرت دي فليغر على موقع الاتحاد الدولي (مؤرشف)  (الإنجليزية)
- غيرت دي فليغر على موقع الاتحاد البلجيكي (الإنجليزية)
- غيرت دي فليغر على موقع قاعدة بيانات كرة القدم.إي يو (الإنجليزية)
- غيرت دي فليغر على موقع ناشيونال فوتبول تيمز (الإنجليزية)
- غيرت دي فليغر على موقع Soccerway.com (الإنجليزية)
- غيرت دي فليغر على موقع كووورة